# Šarūnas Jasikevičius
Šarūnas Jasikevičius (Kaunas, 5 marzo 1976) è un allenatore di pallacanestro ed ex cestista lituano.
Alto 193 cm per 94 kg di peso, giocava nel ruolo di playmaker. Dal 2005 al 2007 ha giocato nell'NBA, prima nella franchigia degli Indiana Pacers e poi nei Golden State Warriors.

## Carriera

### Europa (1998-2005)
La sua carriera è iniziata al KSM Kaunas Sporto Mokykla una società giovanile di Kaunas per poi dirigersi nelle giovanili della squadra primaria Zalgiris Kaunas
Successivamente decise di approdare negli Stati Uniti, prima alla Solanco High School e poi all'Università del Maryland. Non venne scelto nel draft NBA del 1998, e quindi ritornò nella natia Lituania, al Lietuvos rytas Vilnius dove militò per una stagione. In seguito passò all'Olimpija Lubiana, in Slovenia, dove vinse il primo trofeo della propria carriera (la Coppa di Slovenia).
Dal 2000 al 2003 giocò tre stagioni nel Barcellona, vincendo due campionati spagnoli, altrettante Coppe del Re e, nel suo ultimo anno di contratto coi blaugrana, la prima Eurolega della propria carriera.
Nell'autunno del 2003 si trasferì al Maccabi Tel Aviv, in Israele, team con il quale vinse due campionati israeliani, altrettante Coppe di Israele e, per ben due volte di seguito, l'Eurolega.

### NBA: Indiana Pacers e Golden State Warriors (2005-2007)
Quindi, nel 2005, ritentò l'avventura in USA firmando un contratto da 12 milioni di dollari per gli Indiana Pacers. Nel gennaio 2007 passò ai Golden State Warriors dove però non riuscì a ritagliarsi un ruolo da protagonista.

### Ritorno in Europa (2007-2014)
Decise così di far ritorno in Europa e il 25 settembre 2007 venne acquistato dal Panathinaikos Atene con un contratto biennale da 7 milioni di dollari. Anche la parentesi greca si rivelò ricca di trionfi. Con la squadra ateniese vinse, infatti, tre campionati greci (nell'estate 2009 firmò un prolungamento annuale del contratto), due Coppe di Grecia e la quarta ed ultima Eurolega della propria carriera. Il 2009 è segnato però anche da un grave infortunio al ginocchio che lo tenne lontano dai campi di gioco per molti mesi e ne minò la carriera per molti mesi a seguire.
Nel novembre 2010 fece quindi ritorno in Lituania, di nuovo al Lietuvos rytas Vilnius, ma solo per due mesi, prima di liberarsi e firmare col Fenerbahçe Ülker Istanbul. Pur disputando poche partite a basso minutaggio per via dei persistenti problemi al ginocchio, con la formazione turca ebbe modo di aumentare il proprio palmarès vincendo un campionato ed una Coppa di Turchia.
A sorpresa, all'età di 36 anni, nell'estate 2011 fece ritorno al Panathinaikos Atene per una stagione che portò nella bacheca del club (e nella propria) una nuova Coppa di Grecia, venendo anche nominato MVP della finale. Ancor più a sorpresa (quando già si vociferava di un possibile ritorno in patria per la chiusura della carriera agonistica) nell'estate 2012 fece ritorno, a quasi 10 anni di distanza, nell'ambizioso Barcellona col quale vinse la sua terza Coppe del Re e arrivò ad un passo dal terzo titolo di campione di Spagna.
Nel settembre 2013 si trasferì quindi nella città natale, siglando un contratto annuale con lo Žalgiris Kaunas. Con la casacca del club più prestigioso della propria nazione, conquistò l'ultimo trofeo della propria carriera da giocatore: il campionato lituano. Al termine della stagione, infatti, il 29 luglio 2014 annunciò il suo ritiro dal basket giocato, per diventare assistant coach (sempre allo Žalgiris) dalla stagione 2014-15.

### Nazionale
Con la nazionale, oltre alla medaglia d'oro all'Europeo del 2003 (venendo anche nominato MVP del torneo), ha vinto anche il bronzo alle Olimpiadi del 2000 (dopo aver perso la semifinale contro gli Stati Uniti anche a causa di un suo errore da tre punti allo scadere) e un bronzo all'Europeo del 2007. In occasione della cerimonia d'apertura delle Olimpiadi di Pechino 2008 è stato il portabandiera per la delegazione della Lituania.

## Statistiche

### College
| Anno      | Squadra            | PG  | PT | MP   | TC%  | 3P%  | TL%  | RP  | AP  | PRP | SP  | PP   |
| --------- | ------------------ | --- | -- | ---- | ---- | ---- | ---- | --- | --- | --- | --- | ---- |
| 1994-1995 | Maryland Terrapins | 29  | 0  | 6,1  | 44,6 | 37,8 | 81,0 | 0,7 | 0,8 | 0,3 | 0,0 | 3,1  |
| 1995-1996 | Maryland Terrapins | 27  | 3  | 9,7  | 42,7 | 45,5 | 50,0 | 1,2 | 1,2 | 0,3 | 0,0 | 3,9  |
| 1996-1997 | Maryland Terrapins | 32  | 32 | 29,0 | 41,8 | 32,1 | 74,2 | 1,9 | 3,2 | 1,2 | 0,3 | 10,6 |
| 1997-1998 | Maryland Terrapins | 32  | 32 | 29,3 | 45,6 | 39,7 | 75,9 | 3,3 | 3,6 | 1,2 | 0,2 | 12,4 |
| Carriera  | Carriera           | 120 | 67 | 19,2 | 43,7 | 37,5 | 73,3 | 1,8 | 2,3 | 0,8 | 0,1 | 7,7  |

### NBA

#### Regular Season
| Anno      | Squadra        | PG  | PT | MP   | TC%  | 3P%  | TL%  | RP  | AP  | PRP | SP  | PP  |
| --------- | -------------- | --- | -- | ---- | ---- | ---- | ---- | --- | --- | --- | --- | --- |
| 2005-2006 | Indiana Pacers | 75  | 15 | 20,8 | 39,6 | 36,4 | 91,0 | 2,0 | 3,0 | 0,5 | 0,1 | 7,3 |
| 2006-2007 | Indiana Pacers | 37  | 1  | 17,9 | 41,2 | 37,2 | 92,2 | 1,3 | 3,0 | 0,4 | 0,0 | 7,4 |
| 2006-2007 | G.S. Warriors  | 26  | 2  | 11,9 | 36,6 | 27,3 | 87,1 | 0,8 | 2,3 | 0,5 | 0,0 | 4,3 |
| Carriera  | Carriera       | 138 | 18 | 18,3 | 39,7 | 35,5 | 90,8 | 1,6 | 2,9 | 0,5 | 0,0 | 6,8 |

#### Playoffs
| Anno     | Squadra        | PG | PT | MP   | TC%  | 3P%  | TL%  | RP  | AP  | PRP | SP  | PP  |
| -------- | -------------- | -- | -- | ---- | ---- | ---- | ---- | --- | --- | --- | --- | --- |
| 2006     | Indiana Pacers | 6  | 0  | 11,0 | 36,8 | 22,2 | 50,0 | 1,0 | 1,0 | 0,0 | 0,2 | 2,8 |
| 2007     | G.S. Warriors  | 4  | 0  | 1,5  | 0,0  | -    | 50,0 | 0,0 | 0,5 | 0,0 | 0,0 | 0,3 |
| Carriera | Carriera       | 10 | 0  | 7,2  | 35,0 | 22,2 | 50,0 | 0,6 | 0,8 | 0,0 | 0,1 | 1,8 |

### Eurolega
| Anno       | Squadra          | PG  | PT | MP   | TC%  | 3P%  | TL%  | RP  | AP  | PRP | SP  | PP   |
| ---------- | ---------------- | --- | -- | ---- | ---- | ---- | ---- | --- | --- | --- | --- | ---- |
| 2000-2001  | Barcellona       | 9   | 8  | 28,2 | 39,8 | 32,7 | 90,0 | 2,3 | 5,6 | 1,0 | 0,1 | 14,0 |
| 2001-2002  | Barcellona       | 18  | 16 | 23,5 | 50,4 | 44,9 | 87,2 | 2,1 | 3,4 | 0,9 | 0,1 | 11,6 |
| 2002-2003† | Barcellona       | 21  | 15 | 26,4 | 42,4 | 37,8 | 95,9 | 1,8 | 3,2 | 0,7 | 0,0 | 13,4 |
| 2003-2004† | Maccabi Tel Aviv | 21  | 20 | 29,7 | 47,7 | 44,8 | 92,5 | 1,6 | 4,8 | 0,7 | 0,0 | 16,0 |
| 2004-2005† | Maccabi Tel Aviv | 24  | 23 | 31,7 | 43,2 | 39,9 | 94,1 | 2,7 | 5,3 | 0,9 | 0,1 | 15,7 |
| 2007-2008  | Panathīnaïkos    | 20  | 5  | 23,5 | 48,5 | 40,8 | 93,8 | 1,6 | 2,8 | 0,6 | 0,0 | 13,2 |
| 2008-2009† | Panathīnaïkos    | 22  | 4  | 20,1 | 45,0 | 38,9 | 88,6 | 1,5 | 3,0 | 0,6 | 0,1 | 9,6  |
| 2009-2010  | Panathīnaïkos    | 7   | 0  | 15,8 | 40,0 | 0,0  | 70,0 | 1,1 | 2,1 | 0,3 | 0,0 | 4,4  |
| 2010-2011  | Rytas Vilnius    | 6   | 0  | 19,4 | 43,8 | 37,5 | 90,9 | 1,3 | 4,3 | 0,2 | 0,0 | 7,3  |
| 2010-2011  | Fenerbahçe       | 6   | 1  | 15,4 | 40,7 | 37,5 | 80,0 | 1,0 | 1,5 | 0,2 | 0,0 | 4,8  |
| 2011-2012  | Panathīnaïkos    | 21  | 1  | 15,4 | 51,7 | 38,5 | 87,5 | 1,3 | 2,5 | 0,6 | 0,0 | 7,2  |
| 2012-2013  | Barcellona       | 31  | 3  | 14,6 | 45,0 | 34,0 | 93,3 | 0,8 | 2,0 | 0,3 | 0,1 | 4,9  |
| 2013-2014  | Žalgiris Kaunas  | 20  | 1  | 16,8 | 40,9 | 40,4 | 100  | 1,1 | 3,1 | 0,4 | 0,0 | 6,7  |
| Carriera   | Carriera         | 226 | 97 | 22,0 | 45,3 | 39,4 | 92,3 | 1,6 | 3,3 | 0,6 | 0,0 | 10,4 |

## Palmarès

### Giocatore

#### Club

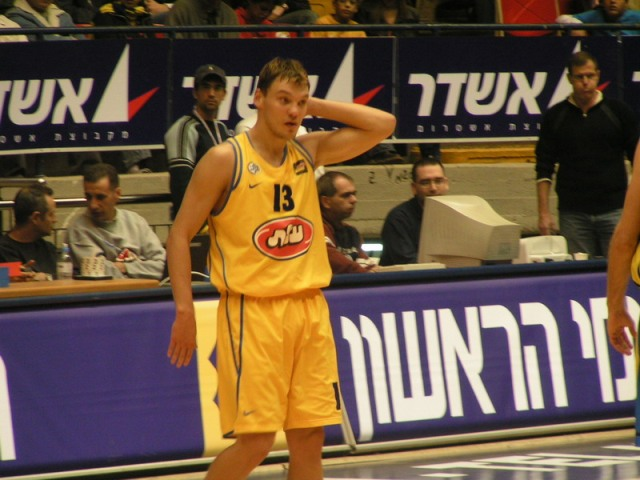
Šarūnas Jasikevičius con il Maccabi Tel Aviv.

##### Competizioni nazionali
- Coppa di Slovenia: 1

Union Olimpija: 2000
- Campionato spagnolo: 2

Barcellona: 2000-01, 2002-03
- Copa del Rey: 3

Barcelona: 2001, 2003, 2013
- Liga catalana: 3

Barcellona: 2000, 2001, 2012
- Campionato israeliano: 2

Maccabi Tel Aviv: 2003-04, 2004-05
- Coppa di Israele: 2

Maccabi Tel Aviv: 2003-04, 2004-05
- Campionato greco: 3

Panathinaikos: 2007-08, 2008-09, 2009-10
- Coppa di Grecia: 3

Panathinaikos:	2007-08, 2008-09, 2011-12
- Campionato turco: 1

Fenerbahçe Ülker: 2010-11
- Coppa di Turchia: 1

Fenerbahçe Ülker: 2010-11
- Campionato lituano: 1

Žalgiris Kaunas: 2013-14

##### Competizioni internazionali
- Eurolega: 4

Barcellona: 2002-03
Maccabi Tel Aviv: 2003-04, 2004-05
Panathinaikos: 2008-09

#### Nazionale
- Europei: Oro

Lituania: 2003
- Europei: Bronzo

Lituania: 2007
- Olimpiadi: Bronzo

Lituania: 2000

#### Individuale
- Ligat ha'Al MVP: 1

Maccabi Tel Aviv: 2004-05
- Euroleague Final Four MVP: 1

Maccabi Tel Aviv: 2004-05
- All-Euroleague First Team: 2

Maccabi Tel Aviv: 2003-04, 2004-05
- MVP degli Europei di pallacanestro: 2003
- MVP Coppa di Grecia: 1

Panathinaikos: 2011-12
- All-25 Euroleague team

### Allenatore

#### Squadra
- Campionato lituano: 5

Žalgiris Kaunas: 2015-2016, 2016-2017, 2017-2018, 2018-2019, 2019-2020
- Campionato spagnolo: 2

Barcellona: 2020-2021, 2022-2023
- Campionato turco: 2

Fenerbahçe: 2023-2024, 2024-2025
- Coppa di Lituania: 3

Žalgiris Kaunas: 2017, 2018, 2019-2020
- Copa del Rey: 2

Barcellona: 2021, 2022
- Liga catalana: 1:

Barcellona: 2022
- Coppa di Turchia: 2

Fenerbahçe: 2024, 2025
- Eurolega: 1

Fenerbahçe : 2024-25

#### Individuale
- Miglior allenatore della Liga ACB: 2

Barcellona: 2021-2022, 2022-2023
- Aleksandr Gomel'skij Coach of the Year: 1

Fenerbahce: 2024-25

## Opere
- Šarūnas Jasikevičius, Vincere non basta, Add editore, 2015, ISBN 978-88-6783-087-9.